# Paperera del Freser
La Paperera del Freser és una obra del municipi de Ribes de Freser (Ripollès) inclosa en l'Inventari del Patrimoni Arquitectònic de Catalunya.

## Descripció
Aquesta és una de les poques fàbriques que realitzà Josep Danés. L'altre més coneguda és la fàbrica de sanitaris Sangrà a Barcelona. La paperera del Freser serveix per ordenar el marge del riu, essent al seu origen molt regular en el tractament de façana, encara que en l'actualitat es troba molt malmesa. Consta de tres pisos d'alçada amb una teulada que gira la grugia de l'edifici.